# Petits Chanteurs franciliens
La Manécanterie des Petits Chanteurs Franciliens est une maîtrise parisienne d'une cinquantaine de garçons basée au Collège Stanislas.

## Histoire
Fondés en 1945 à Levallois-Perret près de Paris, les Petits Chanteurs, très vite dirigés par l'abbé Jean Berthault, ont ensuite connu différentes dénominations selon les paroisses ou collèges où leur directeur était nommé :
- Petits Chanteurs du Plessis-Robinson, à partir de 1947 ;
- Petits Chanteurs de Saint-Merry (Paris 4e), à partir de 1961 ;
- Petits Chanteurs de Saint-Michel de Picpus (Collège de Paris 12e), à partir de 1970 ;
- Petits Chanteurs de l’Hôtel de Mayenne (Collège des Francs-Bourgeois, Paris 4e) de 1984 à 1990.

En 1990, la dénomination de Petits Chanteurs Franciliens apparaît avec l’installation de la manécanterie à la paroisse Notre-Dame des Blancs-Manteaux (Paris 4e).
Depuis septembre 2007, les Petits Chanteurs Franciliens sont partenaires du Collège Stanislas (Paris 6e), dont ils deviennent la maîtrise. En septembre 2016, ils parrainent la création du nouveau Chœur de Filles du Collège.

## Organisation
Le recrutement des Petits Chanteurs Franciliens est constitué uniquement de garçons scolarisés au Collège Stanislas, ce qui permet un aménagement des horaires scolaires pour les répétitions, qui ont toutes lieu au Collège.
La Manécanterie des Petits Chanteurs Franciliens est affiliée à la Fédération française des Petits Chanteurs (Pueri Cantores), dont elle partage les trois buts de formation : musicale, spirituelle, et humaine. Elle est dirigée par Régis de La Roche.
Le chœur est constitué :
- d'une pré-manécanterie (chœur préparatoire), composée d'une quinzaine de garçons de CE2 et CM1. Chaque semaine, durant une heure, les enfants s'initient au solfège et au chant.
- d'une manécanterie de 40 garçons de CM2, collège et lycée. A raison d'au moins 4 heures par semaine, les voix d'enfants reçoivent une formation technique, individuellement, par pupitre ou en chœur. Des stages (Toussaint et Printemps) et un voyage estival complètent leur formation.

## Répertoire
Les Petits Chanteurs Franciliens abordent un répertoire vocal varié : chants sacrés ou profanes, musiques allant du grégorien à l’époque contemporaine, a capella, avec orgue ou orchestre…
Au programme, dernièrement : messes et Requiem de Mozart, cantates, Passion selon saint Jean, Magnificat et motets de Bach, Gloria, Magnificat et Stabat Mater de Vivaldi, Requiem de Fauré, Te Deum de Charpentier, Stabat Mater de Pergolèse, Miserere d’Allegri, La Bataille de Marignan et Le Chant des Oiseaux de Janequin, créations de Thierry Escaich…
Grâce à cette diversité de répertoire, les Petits Chanteurs ont réalisé de nombreux enregistrements.

## Prestations
La Manécanterie des Petits Chanteurs Franciliens donne régulièrement des concerts, notamment à Noël et en juin. Elle s'est ainsi produite à la salle Cortot, au Stade de France et au parc des Princes ainsi que dans de nombreuses églises parisiennes. Elle remplit aussi sa fonction liturgique en chantant des messes.
Durant quatre-vingt années, tout en parcourant les régions de France, elle a pu chanter dans de nombreux pays notamment à l’occasion de congrès internationaux des Pueri Cantores.